# أبوسوم ألستون الفأر
أبوسوم ألستون الفأر (الاسم العلمي:Marmosa alstoni)، هو نوع من الأبوسوم يتواجد في الغابات من بليز إلى شمال كولومبيا.